# El Vicario (Guanajuato)
El Vicario es una localidad del estado mexicano de Guanajuato. Es parte del municipio de Apaseo el Grande.

## Demografía
| Gráfica de evolución demográfica |
|                                  |

| Censo | Población |
| ----- | --------- |
| 1900  | 180       |
| 1910  | 255       |
| 1921  | 296       |
| 1930  | 384       |
| 1940  | 402       |
| 1950  | 459       |
| 1960  | 616       |
| 1970  | 800       |
| 1980  | 1 058     |
| 1990  | 1 322     |
| 2000  | 1 240     |
| 2010  | 1 189     |
| 2020  | 1 304     |